# Labiobarbus
Genre
Labiobarbus est un genre de poissons d'eau de mer ou douce téléostéens de la famille des Cyprinidae (ordre des Cypriniformes) et dont les espèces se rencontrent en Asie du Sud-Est.

## Liste des espèces
Selon World Register of Marine Species (23 novembre 2023) :
- Labiobarbus cyanopareja (Heckel, 1843)
- Labiobarbus fasciatus (Bleeker, 1853)
- Labiobarbus festivus (Heckel, 1843)
- Labiobarbus lamellifer Kottelat, 1994
- Labiobarbus leptocheilus (Valenciennes, 1842)
- Labiobarbus lineatus (Sauvage, 1878)
- Labiobarbus ocellatus (Heckel, 1843)
- Labiobarbus sabanus (Inger & P. K. Chin, 1962)
- Labiobarbus siamensis (Sauvage, 1881)

## Galerie

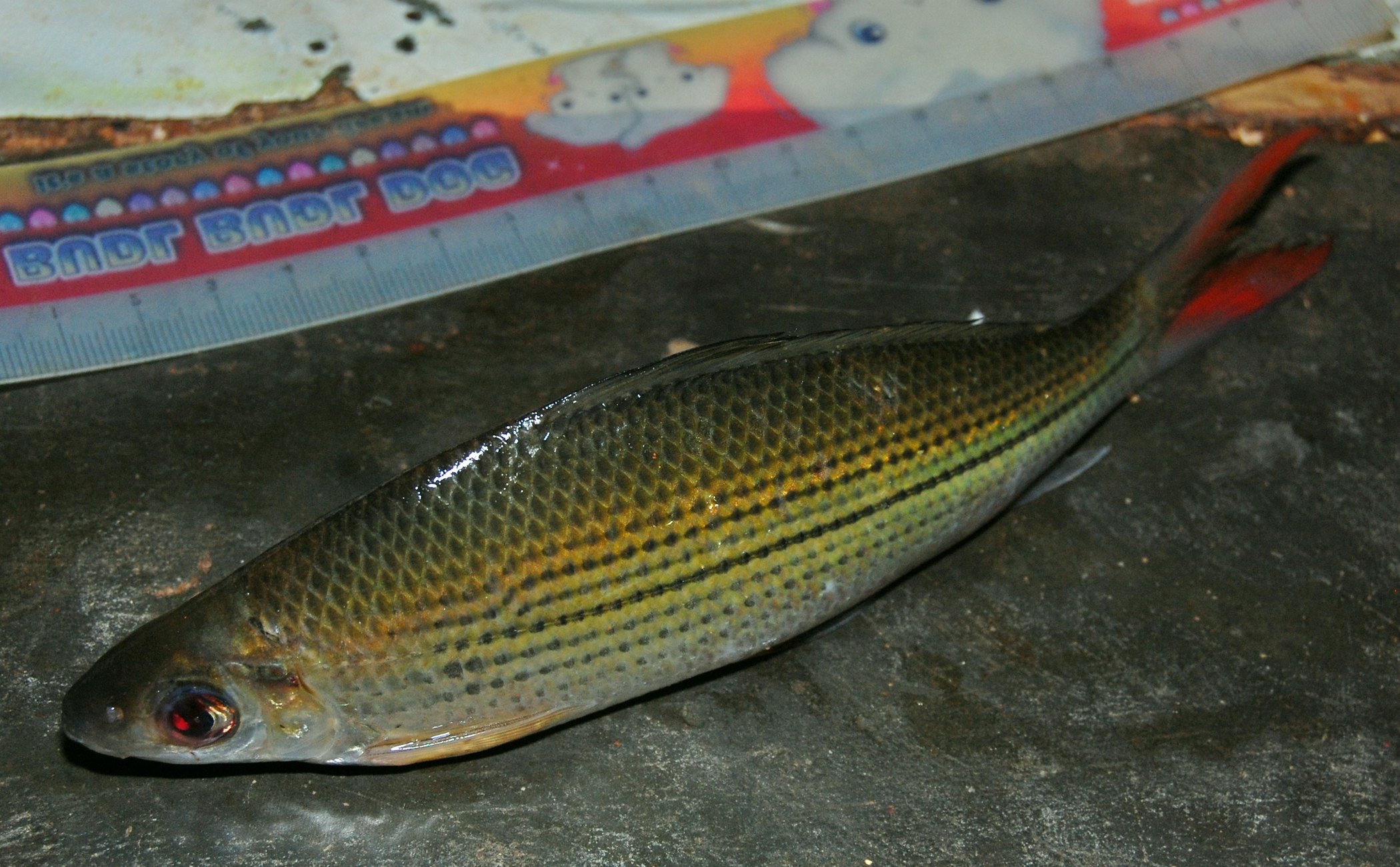
Labiobarbus fasciatus.
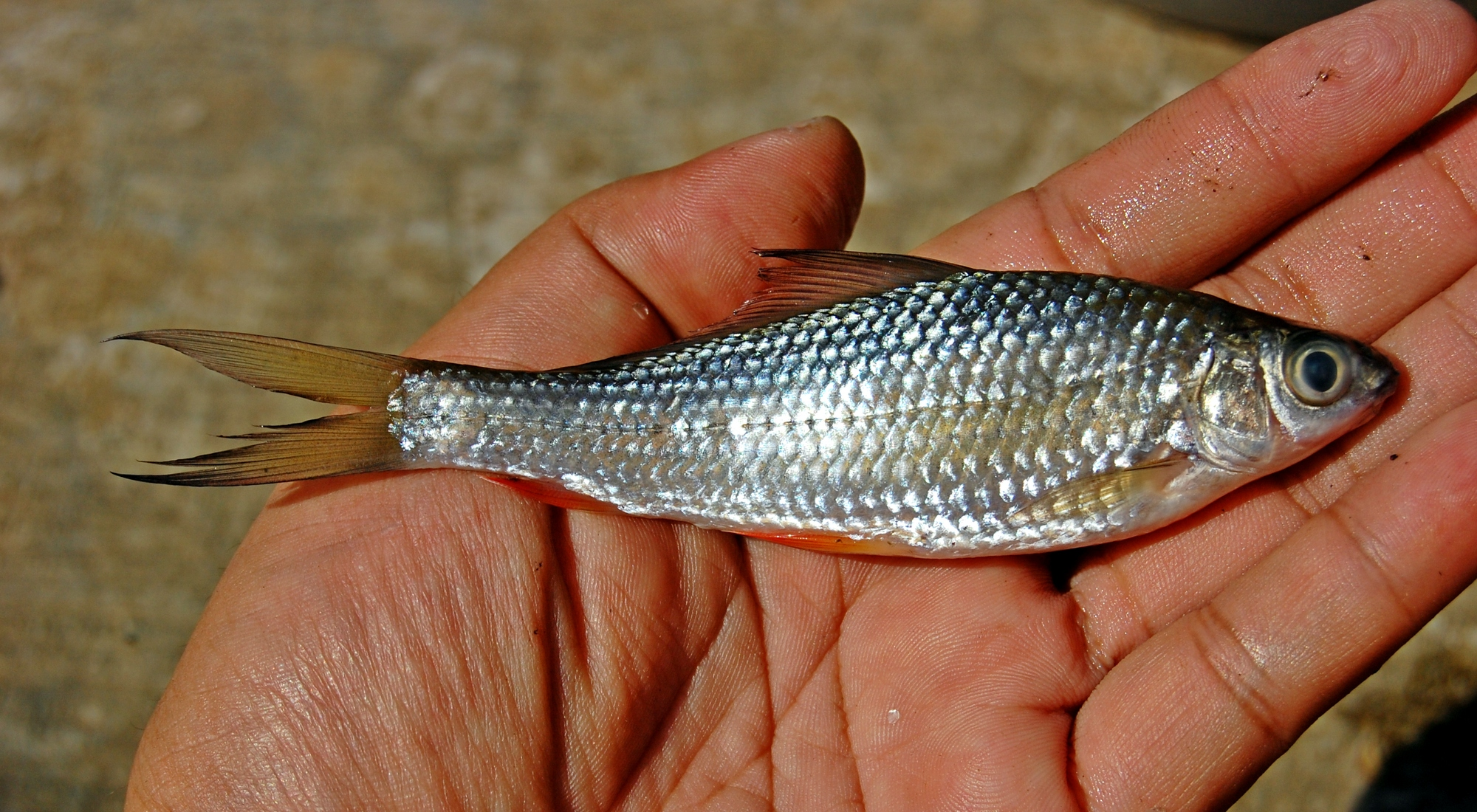
Labiobarbus leptocheilus.

## Classification
Le nom valide complet (avec auteur) de ce taxon est Labiobarbus van Hasselt, 1823.
Labiobarbus a pour synonymes :
- Cyrene Heckel, 1843
- Dangila Valenciennes in Cuvier & Valenciennes, 1842

## Étymologie
Le nom générique, Labiobarbus, est la combinaison des genres Labeo (avec quatre petits barbillons) et Barbus (une seule nageoire dorsale dont le second rayon n'est pas dentelé).